# Włodzimierz Zubkowicz
Włodzimierz Zubkowicz (ur. 1863 w Smolewiczach, zm. 31 stycznia 1938 w Mińsku) – kapłan prawosławny, nowomęczennik.
Był synem kapłana prawosławnego. Ukończył z wyróżnieniem seminarium duchowne w Mińsku, zaś po uzyskaniu święceń kapłańskich objął parafię po ojcu. Do 1918 roku był dodatkowo asystentem inspektora seminarium duchownego, którego był absolwentem, pełniąc tę funkcję do zamknięcia seminarium. Wówczas wrócił na stałe do Smolewicz, gdzie był szykanowany przez GPU, które próbowało wymóc na nim publiczne zrzeczenie się kapłaństwa. W 1935 roku cerkiew w Smolewiczach została zamknięta, jednak nawet wówczas duchowny prowadził podziemną pracę duszpasterską, a we własnym domu chrzcił dzieci. 29 grudnia 1937 roku został aresztowany pod zarzutem uczestnictwa w kontrrewolucyjnej organizacji, którą miał prowadzić metropolita bobrujski Filaret (Ramenski). 31 stycznia 1938 roku z mocy wyroku trójki NKWD duchowny został rozstrzelany w Mińsku. W 1989 roku został całkowicie zrehabilitowany.
28 października 1999 roku kanonizowany przez Egzarchat Białoruski Patriarchatu Moskiewskiego jako jeden z Soboru Nowomęczenników Eparchii Mińskiej. Od 2000 jest czczony w całym Rosyjskim Kościele Prawosławnym.